# Ben Lawers
Ben Lawers (gael. Beinn Labhair, wym. [peɲˈlˠ̪avəɾʲ]) – szczyt w paśmie Lawers, w Grampianach Zachodnich. Leży w Szkocji, w regionie Perth and Kinross. Jest to dziesiąty co do wysokości szczyt w Szkocji. 

## Historia
Na południowych zboczach Ben Lawers nad Loch Tay znajduje się wiele dowodów na dawne osady i inne ludzkie działania. Od bardzo wczesnych czasów żyzne gleby wapienne i łupkowe na tych południowych zboczach były uprawiane, a zachowało się wiele pozostałości z epoki brązu. Odkrycie wielu głazów z tzw. "cup and ring marks" skłoniło Dereka Alexandra, archeologa Narodowego Trustu Szkocji, do stwierdzenia, że Ben Lawers był prawdopodobnie bardzo istotnym krajobrazem w prehistorii.
Przykryte roślinnością ścieżki wiodą w górę góry od doliny do torfowisk i pastwisk na zboczu, a ruiny chat otaczających małe grupy drzew świadczą o wczesnych formach uprawy. Te dowody na osadnictwo, a także obecność chat związanych z transhumancją na dużych wysokościach, świadczą o tym, że miejscowa ludność prawdopodobnie odwiedzała większość, jeśli nie wszystkie szczyty pasma Ben Lawers podczas wypasu zwierząt latem.
Twórca map Timothy Pont odwiedził okolicę w latach 90. XVI wieku, a pisarz Ian R. Mitchell uważa, że pomiary Ponta pokazują, że on lub którzyś z jego współpracowników prawdopodobnie wspiął się na Ben Lawers, zasługując tym samym na zaszczyt najwcześniejszego odnotowanego zdobycia szczytu. W przeciwnym razie, najwcześniejszym odnotowanym zdobyciem było to przez członków grupy zorganizowanej przez wojskowego kartografa Williama Roya: choć nie jest pewne, czy sam Roy wspiął się na szczyt, jego pisma pokazują, że pomiary były przeprowadzone ze szczytu Ben Lawers 17 września 1776 roku.
W 1878 roku grupa dwudziestu mężczyzn pod przywództwem Malcolma Fergusona spędziła dzień budując kopiec o wysokości 6 metrów i średnicy prawie 15 metrów, mając nadzieję przekroczyć "magiczną" liczbę 4,000 stóp (1,219.2 m) nad poziomem morza. Kopiec, który był zwieńczony potężnym blokiem białego kwarcu, już nie istnieje; w każdym razie Ordnance Survey zignorowało go, uznając go za sztuczny obiekt nie będący prawdziwą częścią góry.